# Tamburin

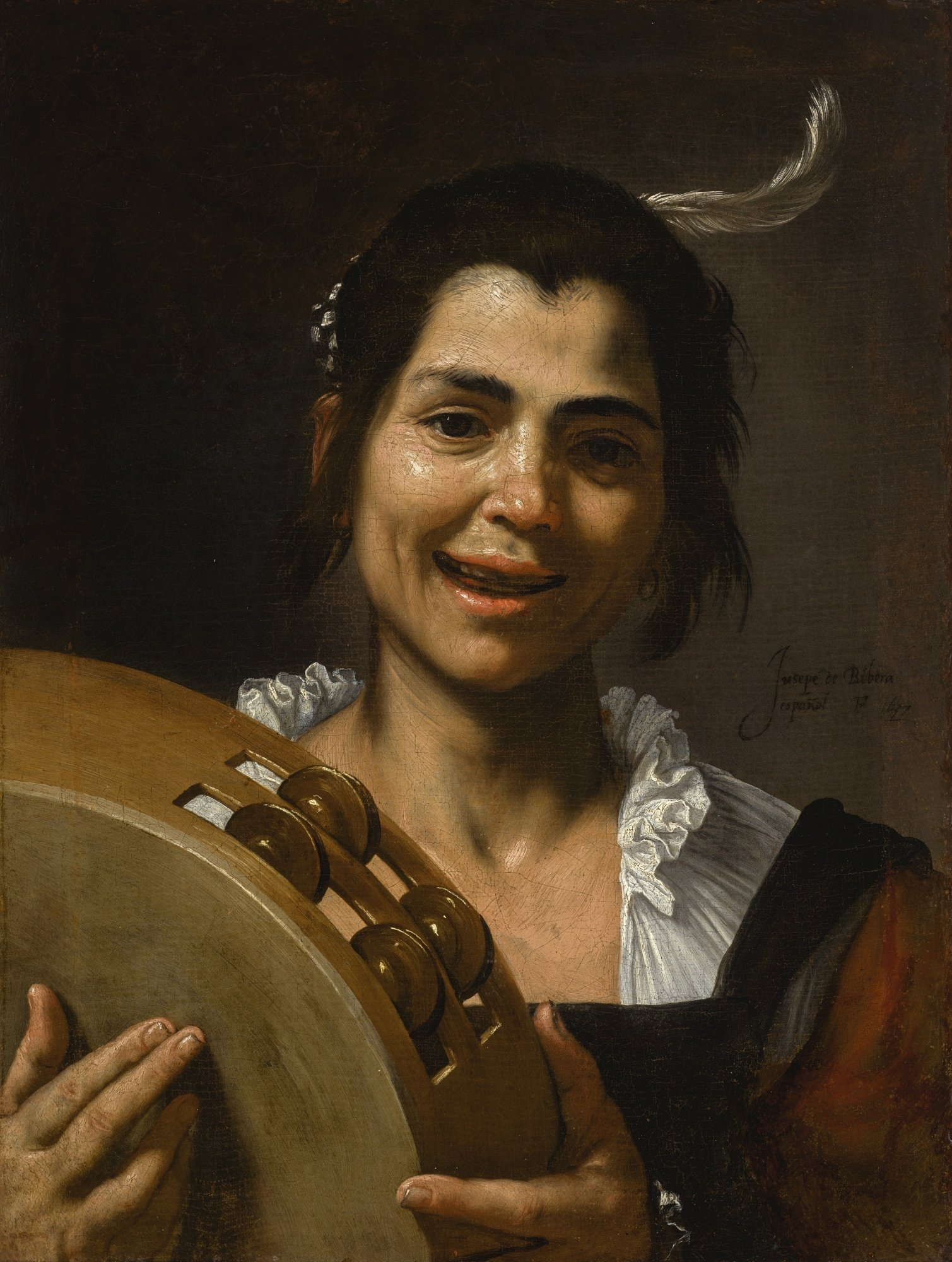
Flicka med tamburin av José de Ribera.

Tamburin (eller baskisk trumma) är ett slagverkinstrument som består av en rundad träram med skinn fastspänt över den. På sidorna sitter det runda plåtbrickor, ofta placerade två och två, som skallrar då tamburinen är i rörelse. Tamburinen kan skakas, strykas med handen eller slås med handen. Musikinstrumentet är av asiatiskt ursprung men har idag och sedan lång tid tillbaka världsomfattande spridning.
Inom musikdramatiken började Richard Wagner använda tamburin i operan Tannhäuser 1861, där den får representera huvudpersonens moraliska förfall. Richard Strauss låter i operan Salome en tamburin illustrera hur Herodes halkar i en blodpöl.

## Bilder

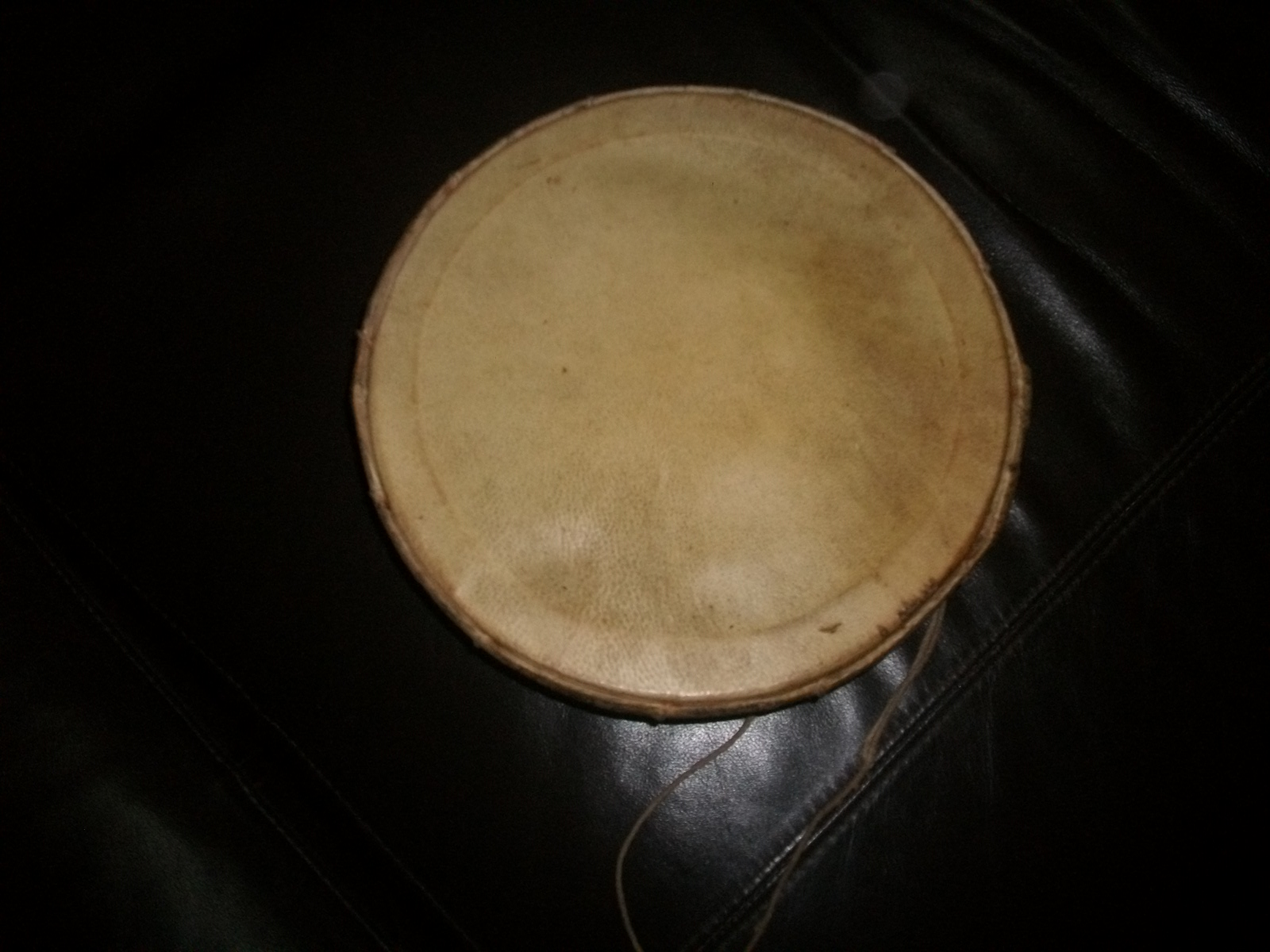
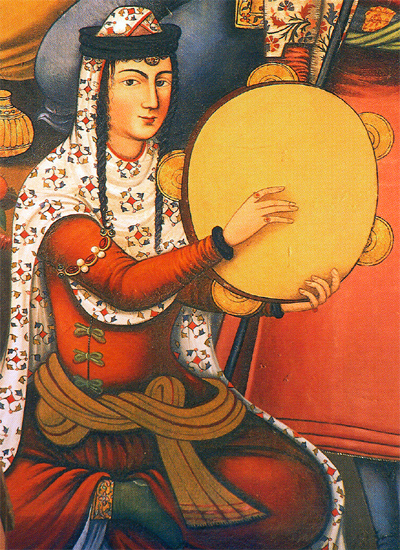
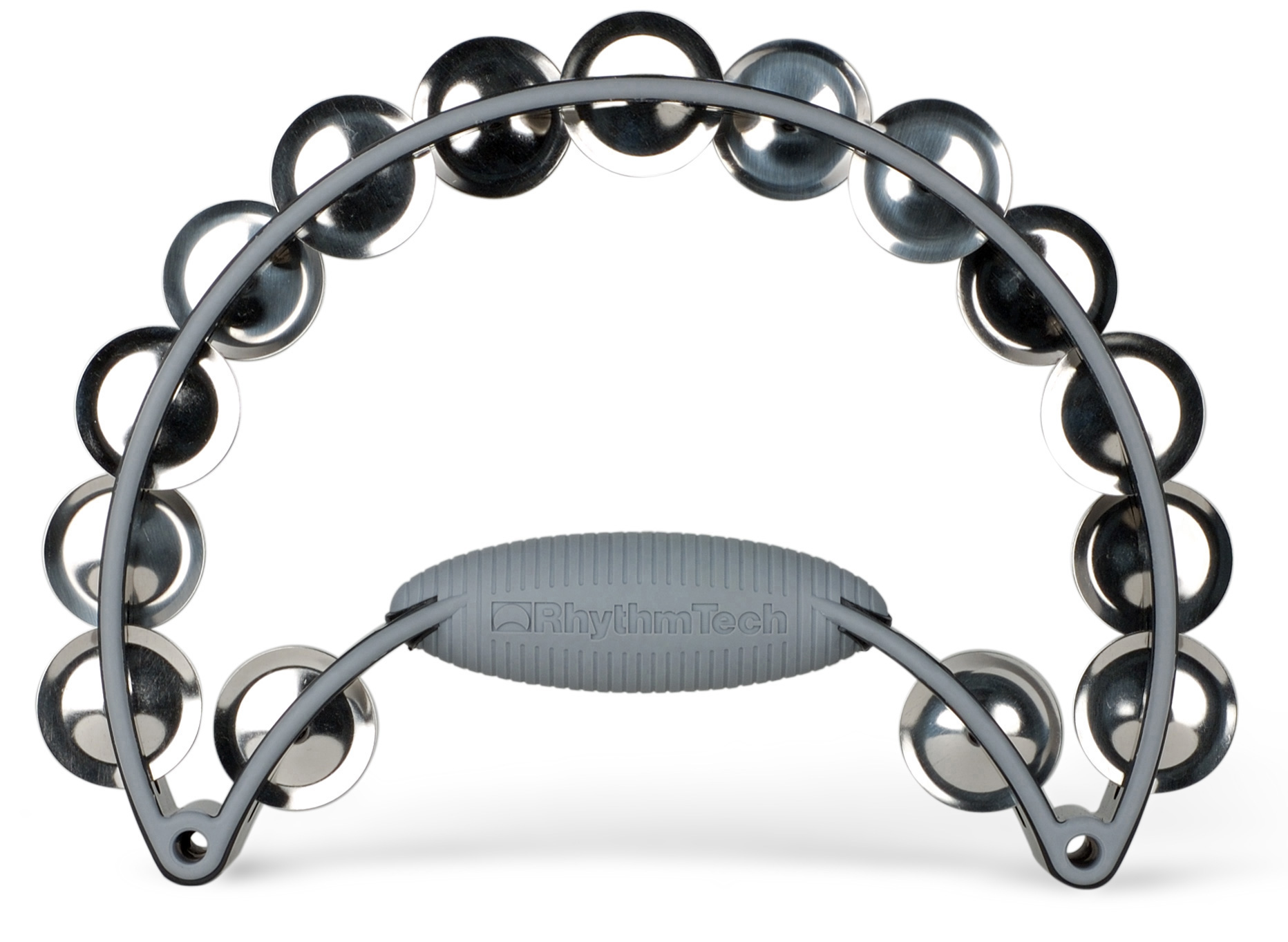